# Anfangszahl
Der Begriff  der Anfangszahl (englisch initial number oder initial ordinal) entstammt der Mengenlehre. Hier versteht man unter einer Anfangszahl die kleinste Ordinalzahl einer Mächtigkeitsklasse.
Der Begriff hängt direkt mit der Klasseneinteilung der unendlichen Ordinalzahlen nach ihrer Mächtigkeit zusammen. In jeder der dabei gebildeten Zahlklassen ist die Anfangszahl die (eindeutig bestimmte) kleinste Ordinalzahl innerhalb ihrer Klasse. Anfangszahlen und Alephs stehen zueinander in umkehrbar eindeutiger Beziehung (Bijektion).

## Definition
Einer beliebigen unendlichen Kardinalzahl {\displaystyle {\mathfrak {m}}} wird eine Klasse {\displaystyle Z({\mathfrak {m}})} von Ordinalzahlen zugeordnet, die auch als Zahlklasse zu {\displaystyle {\mathfrak {m}}} bezeichnet wird, die alle {\displaystyle \eta \in \mathbf {On} } enthält, für die {\displaystyle \left|\eta \right|={\mathfrak {m}}} gilt. Die Zahlklasse {\displaystyle Z({\mathfrak {m}})} enthält ein eindeutig bestimmtes Minimum, das mit {\displaystyle \omega ({\mathfrak {m}})} notiert wird und die zu {\displaystyle {\mathfrak {m}}} gehörige Anfangszahl oder die Anfangszahl der Mächtigkeit {\displaystyle {\mathfrak {m}}} genannt wird.
Ist {\displaystyle {\mathfrak {m}}=\aleph _{\alpha }} für {\displaystyle \alpha \in \mathrm {On} }, so setzt man {\displaystyle \omega _{\alpha }=\omega (\aleph _{\alpha })}.

## Eigenschaften
Die Anfangszahlen haben folgende Eigenschaften:
1. Keine Anfangszahl ist gleichmächtig einer Ordinalzahl, welche innerhalb der Ordinalzahlen {\displaystyle \mathrm {On} } echt kleiner ist als sie selbst.
2. {\displaystyle \omega _{0}=\omega }[9]
3. Bezeichnet man mit {\displaystyle h} die Hartogs-Zahl-Funktion, so ist stets {\displaystyle \omega _{\tau +1}=h(\omega _{\tau })}.
4. {\displaystyle \omega _{\lambda }=\sup\{\,\omega _{\tau }|\tau <\lambda \,\}}, falls {\displaystyle \lambda } eine Limeszahl ist
5. {\displaystyle \left|\omega _{\tau }\right|=\aleph _{\tau }}
6. {\displaystyle Z(\aleph _{\tau })=\{\,\eta \in \mathrm {On} \mid \omega _{\tau }\leq \eta <\omega _{\tau +1}\,\}}
7. Zu jeder Anfangszahl {\displaystyle \alpha } gibt es ein  {\displaystyle \tau \in \mathrm {On} } mit {\displaystyle \alpha =\omega _{\tau }}.
8. Jede Anfangszahl ist eine Limeszahl.
9. Für jedes  {\displaystyle \tau \in \mathrm {On} } hat {\displaystyle Z(\aleph _{\tau })} den Ordnungstypus {\displaystyle \omega _{\tau +1}} und somit die Mächtigkeit {\displaystyle \aleph _{\tau +1}}.
10. Für {\displaystyle \sigma ,\tau \in \mathrm {On} } gilt {\displaystyle \omega _{\sigma }=\omega _{\tau }} genau dann, wenn {\displaystyle \sigma =\tau }.
11. Für {\displaystyle \sigma ,\tau \in \mathrm {On} } gilt {\displaystyle \omega _{\sigma }<\omega _{\tau }} genau dann, wenn {\displaystyle \sigma <\tau }.